# Simplicity Motors Corporation
Simplicity Motors Corporation war ein US-amerikanischer Hersteller von Automobilen.

## Unternehmensgeschichte
H. L. Debuty gründete 1920 das Unternehmen in Seattle im US-Bundesstaat Washington. Er begann mit der Entwicklung eines Automobils. Im Juli 1920 war der erste Prototyp fertig, der ausgiebig getestet wurde. Im Oktober sollte die Serienfertigung beginnen, die acht Fahrzeuge pro Tag umfassen sollte. Der Markenname lautete Simplicity Six. Noch 1920 endete die Produktion. Insgesamt entstanden fünf Fahrzeuge.

## Fahrzeuge
Die Fahrzeuge hatten einen Sechszylindermotor. Er stammte von der Beaver Manufacturing Company. Die Motorleistung betrug 60 PS. Das Fahrgestell hatte 340 cm Radstand. Eine Abbildung zeigt einen offenen Tourenwagen. Als Neupreis wurden 4500 US-Dollar genannt.